# Sirat Boumediène
Sirat Boumediène, dit Diden, (arabe : سيراط بومدين), est un comédien algérien né le 26 septembre 1947 à Oran et mort le 20 août 1995 à Mostaganem.

## Biographie
Sirat Boumediène est né et a grandi à Oran au quartier Saint Antoine, avant de se consacrer à la comédie, il était agent de saisie. Il a intégré le théâtre à la fin des années 1960. C'est Ould Abderrahmane Kaki qui a découvert son talent dès son jeune âge. Il est monté sur scène avec l’artiste Boualem Hadjouti dans des pièces (Litham, Li Kla Ikhalles, El Balaout) et aussi avec Abdelkader Alloula (El Algue, El Khobza, Hammam Rabbi, Litham, Ledjouad, Toufah et El Meïda). En 1990, Sirat Boumédiene rejoint la coopérative du 1er mai, créée par Abdelkader Alloula. Deux ans après, soit en 1992 il rejoint ses amis de la troupe indépendante El Kalaâ, composée des comédiens Mkio Sakina (Sonia), Mohamed Ben Guettaf, Ziani Cherif Ayad et Azzedine Medjoubi.
Sirat Boumedienne a participé à la télévision, à l’antenne d’Oran comme l’émission Ayche Bel Hef, de Mohamed Houidek, ou des séries télévisées comme Chaïb Lekhdim du réalisateur Zakaria Kaddour Brahim. Ces deux feuilletons traitent les fléaux sociaux sous forme de comédies. Le parcours de Sirat Boumedienne ne s’est pas limité seulement au théâtre et à la télévision, il a également interprété des rôles dans des films cinématographiques comme le film intitulé Sous les Cendres de Adelkrim Baba Aïssa ou encore le film Hassan Niya de Ghaouti Bendeddouche.
Sirat Boumedienne a pris part aux différents festivals du théâtre professionnel, organisés en Algérie et à l’étranger. Il a obtenu en 1986 le prix de la meilleure interprétation au Festival international de Carthage en Tunisie face à l’égyptien Abdullah Gaith. Il a été honoré le 3 janvier 1995 lors du premier Festival Maghrébin du Théâtre, organisé à Oran.
il a aussi milité pour promouvoir le septième art, en créant le Triangle Vert en compagnie de Mohamed Bekthi, l’espace créé s’appelant aussi le Café du Théâtre. Le but était de réunir les artistes pour éviter d’éventuelles malencontreuses surprises[C'est-à-dire ?].
Sirat Boumédienne est décédé le 20 août 1995, à l’âge de 47 ans, des suites d’une longue maladie alors qu'il participait à un festival du théâtre à Mostaganem.